# Aspalathus hystrix
Aspalathus hystrix är en ärtväxtart som beskrevs av Carl von Linné d.y.. Aspalathus hystrix ingår i släktet Aspalathus och familjen ärtväxter. Inga underarter finns listade i Catalogue of Life.